# Pcin
Pcin – wieś sołecka w Polsce położona w województwie mazowieckim, w powiecie lipskim, w gminie Ciepielów.
| SIMC    | Nazwa        | Rodzaj    |
| ------- | ------------ | --------- |
| 0617692 | Spółdzielnia | część wsi |
| 0617700 | Stara Wieś   | część wsi |

Prywatna wieś szlachecka, położona była w drugiej połowie XVI wieku w powiecie radomskim województwa sandomierskiego. W latach 1975–1998 miejscowość administracyjnie należała do województwa radomskiego.